# Smollett Monument

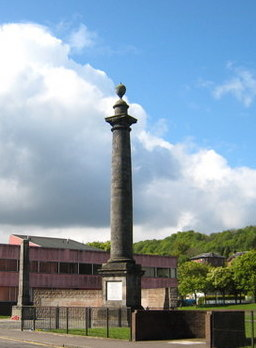
Smollett Monument

Das Smollett Monument ist ein Denkmal in der schottischen Stadt Renton in West Dunbartonshire. 1971 wurde das Bauwerk in die schottischen Denkmallisten in der höchsten Kategorie A aufgenommen.

## Beschreibung
Das Bauwerk liegt in der Main Street im Zentrum von Renton gegenüber dem westlichen Levenufer. Es wurde im Jahre 1774 in Gedenken an den 1771 verstorbenen Poeten Tobias Smollett von dessen Cousine Jane Smollett in Auftrag gegeben. Das Monument besteht aus einer freistehenden toskanischen Säule, die auf einem Fundament mit quadratischem Grundriss ruht. Die Säule schließt mit einem urnenförmigen Detail auf einer kuppelförmigen Basis ab. Im Fundament ist eine große, rechteckige Plakette mit lateinischer Inschrift eingelassen. Der Text stammt von Samuel Johnson, George Stuart und John Ramsay.